# Znund
Znund (nach englischer Umschrift Tsnund, Langform: Surb znund, wörtliche Bedeutung „heilige Geburt“, armenisch: Սուրբ ծնունդ; Aussprache ostarmenisch: [tsənund], westarmenisch: [dzənunt]) ist in der Armenischen Apostolischen Kirche die Feier von Geburt und Taufe Jesu Christi. Dies entspricht dem Fest Epiphanie (Erscheinung des Herrn) in den westlichen und orthodoxen Kirchen. Die Feier der Geburt Christi ist darin enthalten; in der Armenischen Apostolischen Kirche hat sich – als einzige christliche Kirche – nie ein eigenständiges „Weihnachtsfest“ (am 25. Dezember) herausgebildet.
Znund wird in der Armenischen Kirche am 6. Januar gefeiert; seit dem 6. November 1923 folgt sie dabei dem Gregorianischen Kalender. Eine Ausnahme bilden Tiflis und Jerusalem, wo noch der Julianische Kalender verwendet wird und der Festtermin somit auf den 19. Januar nach gregorianischem Kalender fällt.

## Riten und Brauchtum
Nach dem Gottesdienst wird ein traditionelles Festessen serviert, wo neben anderen Speisen Topik, gefüllte Paprika und mit Reis gefüllte Muscheln serviert und Geschenke ausgetauscht werden.